# 搖滾東方
東方快車是1980年代末至1990年代中期曾活躍在台灣樂壇的搖滾樂團，最初是由主唱姚可傑及鼓手郭名虎在「第一屆全國熱門音樂大賽」（熱音賽）脫穎而出，並且被名音樂製作人翁孝良發掘。隨後便以此二人為基礎，組了東方快車合唱團。這一屆的熱音賽，除了是東方快車的啟蒙點之外，也同時造就了不少歌壇的後起之秀如張雨生、邰正宵等。
在初期，姚可傑與郭名虎的形象，是一頭過肩及腰的長髮。或許是礙於當時行政院新聞局法令與民情的影響，東方快車很少在綜藝節目這一類的公開場合演出；直到姚可傑將一頭長髮剪短之後，東方快車才漸漸在各大綜藝節目中亮相。
東方快車出道時曾為黑松沙士演唱廣告曲，如《紅紅青春敲呀敲》、《就讓世界多一顆心》、《將你的靈魂接在我的線路上》等。
隨著團員侯志堅入伍服役之後，東方快車漸漸淡出螢光幕近10年之久。在淡出後，有些團員退居幕後擔任音樂工作者，有些則經商或出國深造。在沉潛將近10年後，東方快車成員首次於張雨生紀念演唱會「雨生歡禧城」再度合體，之後姚可傑開始與媒體接觸，並與以前的團員積極舉辦地區性的活動，而他也表示考慮東方快車再次復出的可能性。
2006年東方快車正式復出，由主唱姚可傑、吉他手楊振華、鍵盤手侯志堅三人重組，並更名為搖滾東方。2006年10月發行第七張專輯《2006紅紅青春》。

## 年表
- 1988年主唱Jack和鼓手Tiger所組成的Telepathy合唱團榮獲第一屆全國熱門音樂大賽第二名，Tiger同時得到該屆最佳鼓手

- 1989年除原來團員Jack和Tiger外，另加入小盛及劉哲維成立東方快車合唱團，並與張雨生、王傑、邰正宵、 星星月亮太陽..等藝人出版七匹狼合輯

- 1989年6月除Jack、Tiger及小盛外，再加入小楊及侯子(侯志堅是第二屆大賽中的最佳鍵盤手)，成立正式的東方快車合唱團，發行第一張專輯『就讓世界多一顆心』，亦為黑松沙士的廣告歌曲，專輯銷售達10萬張

- 1989年11月發行第二張專輯『將你的靈魂接在我的線路上』，專輯中「讓我的愛情沒有黑夜」及「不熄的火焰」皆為克立茲口香糖廣告歌曲，此輯更奪得第二屆金曲獎「最佳演唱組獎」的肯定，銷售量15萬張

- 1991年3月發行第三張專輯『搖滾寓言』，專輯中「紅紅青春敲呀敲」再度成為黑松沙士的廣告指定歌曲，「用力的擁抱」亦是台灣世界展望會資助兒童計劃公益廣告主題曲，此期間，名作詞及專欄作家楊立德出版「搖滾寓言」一書，內含東方快車寫真，此專輯全省巡迴演出答謝歌迷，並創下70萬張的銷售佳績

- 1992年3月發行第四張專輯『戰火』，專輯中「已經到了時候」為國片阿呆之主題曲、「牽引著你的心」為港片龍神太子的片尾曲、「奮起飛揚的心」更為當年軍校士官班招生主題曲，專題銷售12萬張

- 1993年5月發行第五張專輯『太陽依然出現在東方』，專輯中「溫暖」為冠寶餅乾的廣告歌曲、「找回你的心」為公益廣告歌曲，專輯銷售8萬張

- 1994年5月發行第六張專輯『星期六的搖滾Party』，之後成員各自分別開始發展，銷售量8.5萬張

- 2003年東方快車為雨生紀念專輯『雨生歡禧城』合輯再次聚首

- 2006年東方快車重新正式復出，由主唱姚可傑、吉他手楊振華，鍵盤手侯志堅三人重組，並更名為搖滾東方。於2006年10月發行第七張專輯『2006紅紅青春』

## 團員
- 主唱

姓名：姚可傑（Jack）
生日： 1967年10月25日
特徵：一對深深的酒窩，以及帶有搖滾風的長髮、與高亢嘹亮的嗓音。
- 鼓手

姓名：郭名虎（Tiger）
生日： 1964年10月25日
特徵：一頭搖滾風的長髮
- 團長兼貝斯手

姓名：盛子貞（小盛）
生日： 1963年7月12日
- 吉他手

姓名：楊振華（小楊）
生日： 1965年8月7日
- 鍵盤手

姓名：侯志堅
生日： 1967年11月19日

## 歷年專輯
| 專輯名稱                 | 唱片公司 | 發行年份 | 曲目 |
| 就讓世界多一顆心         | 飛碟唱片 | 1989年   | 01.就讓世界多一顆心 02.午夜電影街 03.暴風雨 04.我沒有勇氣拒絕愛我的人 05.小站 06.趕在太陽的前方 07.不想放過的溫柔 08.快車搖滾 09.擁抱未來 10.孩子                                       |
| 將你的靈魂接在我的線路上 | 飛碟唱片 | 1989年   | 01.將你的靈魂接在我的線路上 02.讓我的愛情沒有黑夜 03.沒有人聽我說話 04.孤獨英雄 05.把你的愛情當成能源借給我 06.冰河期 07.不熄的火焰 08.憂傷的午夜頻率 09.你用什麼方式來愛我 10.封閉的愛 |
| 搖滾寓言                 | 飛碟唱片 | 1991年   | 01.紅紅青春敲啊敲 02.Hold on all night 03.沈默大街 04.我有一顆轉動不停的心 05.用力的擁抱 06.我能感覺你 07.向地心飛去 08.不能停止愛你 09.Run Run Run 10.預言                             |
| 戰火                     | 科藝百代 | 1992年   | 01.I Love You 02.已經到了時候 03.狂熱的愛 04.Gine 05.我的路比你難走 06.牽引著你的心 07.我在你身邊 08.天長地久 09.戰火 10.奮起飛揚的心                                                   |
| 太陽依然出現在東方       | 科藝百代 | 1993年   | 01.Fall In Love 02.讓相愛的心緊緊擁抱 03.輕輕張開你的眼睛 04.天堂就在你左右 05.背叛我的日子 06.太陽依然出現在東方 07.溫暖 08.找回你的心 09.把握住你的愛 10.親愛的你去那裡               |
| 星期六的搖滾 Party       | 科藝百代 | 1994年   | 01.星期六的搖滾Party 02.是淚還是嘆息 03.有夢沒有風 04.刻在我心上 05.用力的愛 06.我不是不愛你 07.你的世界只有我不懂 08.我願意 09.關不掉心中的想念 10.多少請說一點話                      |
| 2006 紅紅青春            | 大宏唱片 | 2006年   | 01.2006紅紅青春 02.用愛交換自由 03.Flying 04.Set me free |

- 註1：另有兩首隨著電影發表的歌曲，收錄於張雨生的專輯（電影「七匹狼」原聲帶）中。可以確定的是，這兩首歌的主唱都是姚可傑，用東方快車的名義發表，從該專輯錄音帶所附贈的內頁照片來看，「七匹狼」時代的的東方快車是四人組合，吉他手為劉哲維。在當時，姚可傑和郭名虎還有另一個樂團叫We（當時組此團參加熱門音樂大賽）。

1. 我至少可以給你什麼
2. 宇宙征服者

- 註2：1992年跳槽到EMI唱片，曾因為版權問題改名為東方樂團。
- 註3：另有翻唱張雨生的一首曲子寂寞，收錄於雨生歡禧城CD2中
- 註4：2006年10月，東方樂團重新以搖滾東方樂團重組出發，並發行一張EP。成員包括姚可傑、楊振華、侯志堅。

## 獎項紀錄
| 年份   | 頒獎典禮    | 獎項           | 作品                         | 結果 |
| 1990年 | 第2屆金曲獎 | 最佳年度歌曲獎 | 〈將你的靈魂接在我的線路上〉 | 提名 |
| 1990年 | 第2屆金曲獎 | 最佳演唱組獎   | 《將你的靈魂接在我的線路上》 | 獲獎 |
| 1991年 | 第3屆金曲獎 | 最佳演唱組獎   | 《搖滾寓言》                 | 提名 |

## 外部連結
- 搖滾東方粉絲專頁

1. ↑  黑松沙士 wiki